# アルフレード・ブライス＝エチェニケ
アルフレード・ブライス・エチェニケ（1939年2月19日 - ）は、リマ出身のペルー人作家である。

## 初期
ブライス＝エチェニケは、スコットランドとペルーのビジネスマン、ジョン・ウェドル・ブライス（1817年エジンバラ– 1888年3月9日）、ミルフォード・ヘイヴン侯爵夫人、アバコン公爵夫人、ウェストミンスター公爵夫人の祖先であるペルーの上級家族に生まれた。彼は、銀行家のフランシスコ・ブライス・アロスパイドと彼の妻、ホセ・ルフィーノ・エチェニーク前大統領の孫娘であるエレナ・エチェニーク・バソンブリオの3番目の息子と5人の子供のうちの4番目だった。
彼はインマキュラードコラソン学校で初等教育を学び、サンタマリア学校とリマの英国の男子寄宿学校であるセントポールズ大学で高校を学んだ。ブライス・エシェニークは家族の希望により、サンマルコス国立大学で法律を学び、1964年に学位を取得した。当時より文学的な興味はかなりあり、彼は1963年にアーネスト・ヘミングウェイに関する論文で文学士号も取得する。 1988年に彼はペルーの国籍も持ちながら、スペインの国籍も取得した。 

## 文学のキャリア
彼はフランス政府から助成金を受け取り、ブーム期の他の多くのラテンアメリカ人作家と同様に、1964年にパリに赴いた。ソルボンヌ大学で彼は1学年の間、古典と現代のフランス文学を学んだ。 その後、彼は1965年から1966年の間、ペルージャ、ミコノス、ドイツに住み、ゲーテ・インスティトゥートからの助成金を受けて、ドイツ語を勉強するようになった。
1967年から1968年まではフランスに戻り、ルモーレの学校でスペイン語を教えた。1970年に出版された彼の最初の小説「Un Mundo para Julius」が大成功を収め、今ではラテンアメリカ文学の古典の1つとして数えられている。キューバでの「カサデラス・アメリカス文学賞」のノミネートとなった。リマのアッパーのメンバーである若い主人公、マノロについてさまざまなスタイルと視点で書かれた短編小説集であった。10か国語に翻訳されたこの小説は、ペルーの裕福な上流階級の家族の4人の子供の末っ子として育った少年の物語である。ジュリアスは実際には支配階級に属しているが、彼は彼を取り巻く使用人とのより強い絆を感じており、これは彼を彼の家族と対立させる。著者は子供の目を通して、ペルー社会の大きな社会的違いを明らかにした。
翌年にはパリナンテール大学でラテンアメリカ文学の講師になり、1971年からソルボンヌ大学で講師になった。 
1972年に彼はペルー国立文学賞を受賞し、1973年に彼はヴァンセンヌ大学（パリ第8大学）の助教として勤めた。1975年にはブライスはグッゲンハイム助成金を受け取り、ヴァンセンヌから比較文学の修士号を取得した。 1977年、彼はペルーに戻り、アンリ・ド・モンテランに関する論文でサンマルコス大学から博士号を取得した。
1980年に彼はモンペリエに移り、そこで教授としてポール・ヴァレリー大学に入学した。 1984年にはスペインに定住し、最初はバルセロナに住み、1989年以降はマドリードに住んだ。 1997年、彼は現在住んでいるペルーに戻った。1999年に帰国したばかりの故郷のリマから遠く離れた場所に何十年も住んでいた。また、その年、彼はサンマルコス国立大学から名誉学位を授与された。今日まで20冊近くの小説と物語を書いてきた。

## 盗作の主張
2007年3月、ペルーの外交官オスワルドデリベロはリマの新聞エルコメルシオに記事を書いた。2005年3月ブライスはその記事が彼の秘書によって誤って提出されたと答えた。
その後、フアン・カルロス・ボンディは、ブライスが1996年12月にアルゼンチンのラナシオンに登場したアンヘルエステバンの記事「アミスタッド、ベンディトテソロ」を盗用したという証拠を発見した。ブライスはまた、グラハムE.フラーとハーバートモローテによって記事を盗用したとして非難されている。 
ジャーナリズムの教授マリア・ソレダッド・デ・ラ・セルダは、調査報道の彼女のコースの研究の結果として発見された盗作の他の16の事例を発見した。 

## 邦訳作品
- 『幾たびもペドロ』野谷文昭 訳 集英社 (ラテンアメリカの文学) 1983年10月

## 作品
・Novels
- Un mundo para Julius (English version: A world for Julius), 1970
- Tantas veces Pedro, 1977
- La vida exagerada de Martín Romaña, 1981
- El hombre que hablaba de Octavia Cádiz, 1985 (Along with the last forms a diptych called: Cuaderno de navegación en un sillón voltaire)
- La última mudanza de Felipe Carrillo, 1988
- Dos señoras conversan (thee novelettes), 1990
- No me esperen en Abril, 1995
- Reo de Nocturnidad, 1997
- La Amigdalitis de Tarzán (English version: Tarzan's Tonsillitis, an epistolary novel), 1998
- El huerto de mi amada, 2002 (Winner in 2002 of the Planet Award)

・Story books
- Huerto Cerrado, 1968
- La felicidad, ja ja, 1974
- Magdalena peruana y otros cuentos, 1988
- Guía triste de París (English version: A sad tour of Paris), 1999

・Chronicles
- A vuelo de buen cubero, 1977
- Crónicas personales, 1998
- A trancas y barrancas, 1996
- Crónicas perdidas, 2001
- Doce cartas a dos amigos, 2003

・Memoirs
- Permiso para vivir - Antimemorias I, 1993
- Permiso para Sentir - Antimemorias II, 2005

・Essays
- Entre la soledad y el amor, 2005

## 賞
- カサデラスアメリカスフエルトセラード賞（accessit）、1968年
- ジュリアスのための世界のための文学のためのペルー国立賞、1972年
- Prix du MeilleurLivreÉtranger （ファイナリスト）、1974年
- Prix Passion、1984年
- シュヴァリエと後に芸術文化勲章の公式に昇進、1984年と1995年
- イザベル女王勲章の司令官、1993年
- 太陽の秩序（拒否）
- ダグ・ハマーショルド平和賞、1997年
- スペイン国民小説賞ReodeNocturnidad 、1998年
- 1999年サンマルコス大学名誉博士
- 2000年スペインのアルフォンソ12世の司令官
- ターザン扁桃炎に対するグリンツァーネカヴール賞、2002年
- プラネータ賞、エル・フエルト・デ・ミ・アマダ、2002年
- ロマンス言語のFIL文学賞、2012年

## ノート
1. ↑  http://www.letralia.com/59/notic059.htm#noti06 (Spanish)
2. ↑  Perú21
3. ↑  El Mercurio